# Nysa (gemeente)
De gemeente Nysa is een stad- en landgemeente in het Poolse woiwodschap Opole, in powiat Nyski.
De zetel van de gemeente is in Nysa.
Op 30 juni 2004 telde de gemeente 60 306 inwoners.

## Oppervlakte gegevens
In 2002 bedroeg de totale oppervlakte van gemeente Nysa 217,6 km², waarvan:
- agrarisch gebied: 68%
- bossen: 9%

De gemeente beslaat 17,78% van de totale oppervlakte van de powiat.

## Demografie
Stand op 30 juni 2004:
| Omschrijving                   | Totaal | Totaal | Vrouwen | Vrouwen | Mannen | Mannen |
| ------------------------------ | ------ | ------ | ------- | ------- | ------ | ------ |
| eenheid                        | aantal | %      | aantal  | %       | aantal | %      |
| inwoners                       | 60 306 | 100    | 31 399  | 52,1    | 28 907 | 47,9   |
| bevolkingsdichtheid (inw./km²) | 277,1  | 277,1  | 144,3   | 144,3   | 132,8  | 132,8  |

In 2002 bedroeg het gemiddelde inkomen per inwoner 1193,96 zł.

## Plaatsen
Biała Nyska, Domaszkowice, Głębinów, Goświnowice, Hajduki Nyskie, Hanuszów, Iława, Jędrzychów, Kępnica, Konradowa, Koperniki, Kubice, Lipowa, Morów, Niwnica, Podkamień, Przełęk, Radzikowice, Regulice, Rusocin, Sękowice, Siestrzechowice, Skorochów, Wierzbięcice, Wyszków Śląski, Złotogłowice.

## Aangrenzende gemeenten
Głuchołazy, Korfantów, Łambinowice, Otmuchów, Pakosławice, Prudnik